# Eszopiclon
Eszopiclon ist ein Arzneistoff aus der Gruppe der Schlafmittel (Z-Drugs) und ist in der Wirkung mit den Benzodiazepinen verwandt.
Chemisch gehört die Substanz zur Klasse der Cyclopyrrolone. Von den beiden Enantiomeren [(R)- und (S)-Zopiclon] wirkt ausschließlich das (S)-Enantiomer Eszopiclon schlafanstoßend. Durch die Verwendung von Eszopiclon kann die Dosis deutlich gesenkt werden gegenüber der Anwendung des racemischen Gemischs (Eszopiclon: Anfangsdosis 1 mg, Steigerung auf bis zu 3 mg/Tag möglich, für ältere Patienten ab 65 Jahren beträgt die maximale Tagesdosis 2 mg; Zopiclon: Standard- und Maximaldosis 7,5 mg). Eszopiclon ist seit 2005 in den USA als Schlafmittel zugelassen und dort unter dem Markennamen Lunesta erhältlich. Einen Zulassungsantrag in der EU hatte der Hersteller 2009 zurückgezogen, nachdem der Ausschuss für Humanarzneimittel der Europäischen Arzneimittelagentur das Arzneimittel zwar zulassen wollte, für das enthaltene Eszopiclon jedoch den Status einer „neuen Wirksubstanz“ verweigerte. Dadurch hätte der Hersteller, die Firma Sepracor Pharmaceuticals, nicht von der zehnjährigen Marktexklusivität profitieren können, die Arzneimitteln mit neuen Arzneistoffen zugestanden wird. Inzwischen bestehen in verschiedenen europäischen Ländern nationale Zulassungen. In Deutschland ist das verschreibungspflichtige Präparat als Lunivia (Hennig Arzneimittel) seit April 2021 auf dem Markt.

## Handelsnamen
Lunesta (USA, CA), Lunivia (D), Esogno (A)